# マカ族

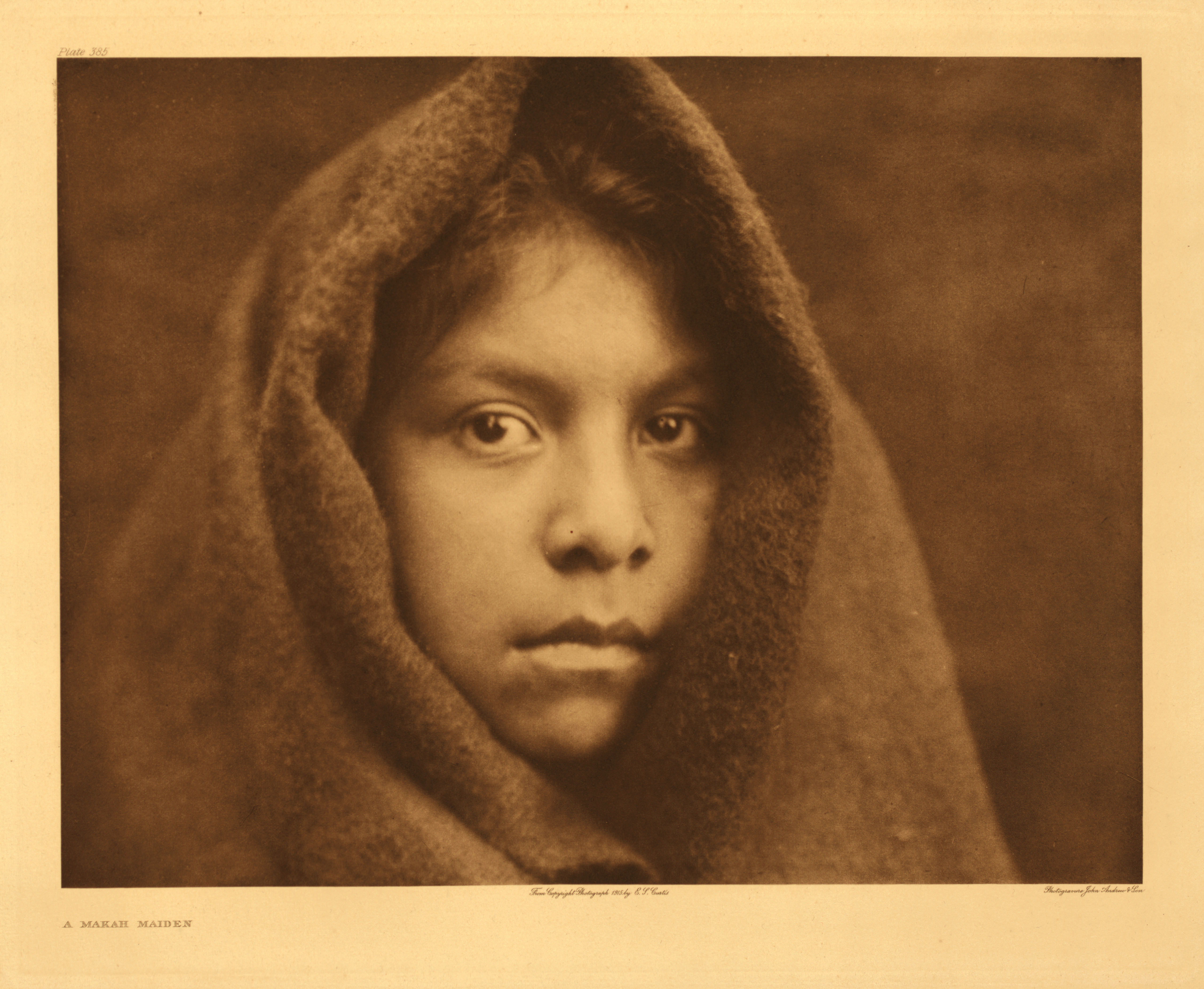
マカの少女（Edward S. Curtis, 1916）

マカ族（マカぞく、Makah([məˈkɑː]; クラーラム語: màq̓áʔa)、現地語ではmäkô'、マカー族）は、アメリカインディアンの部族である。彼ら自身は「クェネトチェチャト（岬の人）」と自称する。「マカー」は、「食べ物に気前が良い」という意味のサリッシュ語族の言葉の不正確な発音からきている。

## 文化
アメリカの太平洋の北西海岸、ワシントン州のオリンピック半島に定住し、アルゴンキン語族のワカシ語族に属するマカ語を話す。現在、マカ語は長老など高齢の人しか話せないが、最近ではマカ族の若者が祖先代々の言語を維持するよう努力している。現在オリンピック半島のマカ族の保留地（Reservation）があり、bahaada、deah（現Neah Bay）、waatch、sooes、ozetteの5つの村に定住している。1850年代の天然痘の流行により部族の人口が大きく減ったが、現在、保留地にいるマカ族の人口は2002年の調査で1,213人(マカ族全体は2,389人)だった。
住民の多くは漁業で生計を立てているが、失業率は夏で約30%、冬は75%に達する。その他の収入は林業や農業で、特に林業は主にアメリカネズコ（ベイスギ、Great Western Red Cedar）である。マカ族はスギの木を使ってカヌーも作る。漁業は鮭漁などで、鯨やアザラシも捕獲する。また、居留地の中心集落のニアベイは、週末でも人通りは少なく、海を臨むレストランは閉店し、更に薬物依存者が増え犯罪も問題化している。

## マカー族の捕鯨

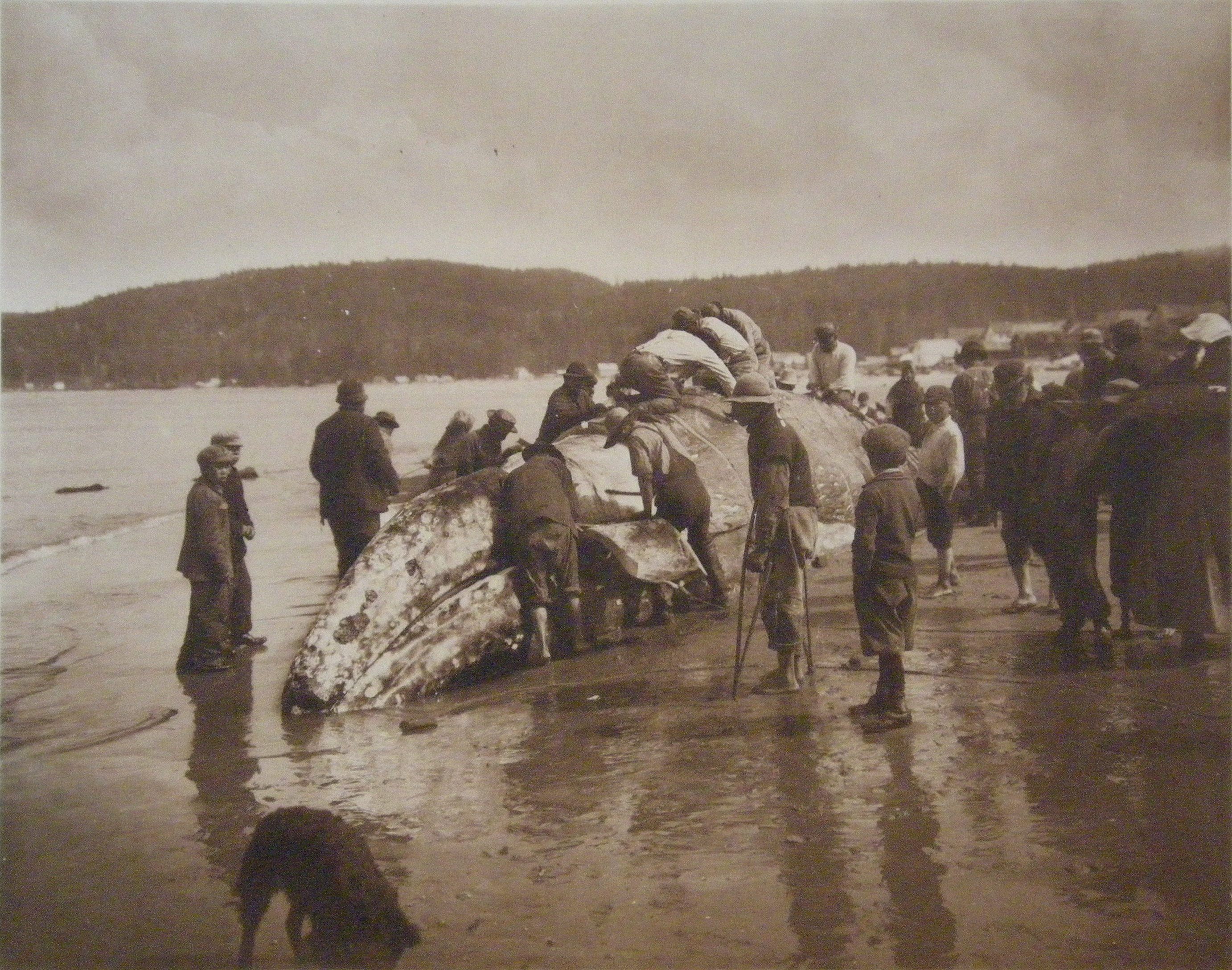
「海の王（クジラ）を捕えたマカー族」（1910年）

マカー族は、1500年以上前からコククジラを捕獲して来た、伝統的な捕鯨文化を持つ部族で、カヌーに乗り海岸近くにいるコククジラを銛で仕留め捕獲する。1855年1月31日の米政府と交わした条約で、定住していたオリンピック半島の大半と引き換えに唯一、捕鯨権利を認めさせたインディアン部族である。白人たちは、カリフォルニア沖のコククジラの繁殖場での捕鯨により、これを絶滅寸前に追い込んだ。この為、米政府は条約を一方的に破棄し、マカー族の捕鯨を禁じ、これを行う者を逮捕した。こうして部族の捕鯨は、約70年に亘り禁止弾圧されて来た。前述のようにコククジラの資源量が減少した為、1920年代から捕鯨を自主的に中断し、1970年代以降は米国内法で禁じられた。1994年に、米政府が保護により充分に増加したコククジラを絶滅危惧種から外し、「IWC（国際捕鯨委員会）」も先住民の捕鯨を認めた為、部族の伝統派グループが、インディアンの権利の回復運動と併せて、「マカー族の伝統捕鯨を再開する」と宣言した。マカー族の伝統復活の動きに対し、白人側からの批判や、インディアンの権利を擁護する側との論争、マカー族とデモ隊との度々の衝突があった。
1998年に、カナダのバンクーバー島の13のインディアン部族が、「マカー族が捕鯨を再開するなら我々も復活させたい」と表明。マカー族は捕鯨の再開に合わせて、カヌーの操船や銛投げの練習を行う一方、海洋生物保護団体シー・シェパードなど反捕鯨団体や、カリフォルニア以外の地域の白人たちが、「絶滅に瀕している鯨を獲るのは違法だ」と訴え、裁判所で裁決が下るまで、マカー族の捕鯨を禁止しようとした。ここで注意すべきなのは、マカー族は、裁判所や関連団体に「捕鯨権」を要求しているのではなく、「条約を遵守するように」と要求していることである。マカー族の捕鯨権は、1855年の米連邦政府との条約規定で条文化され、確約されているのである。
マカー族は1999年5月17日、シー・シェパードの激しい妨害を潜り抜け、手漕ぎのカヌーから銛で刺す、マカー族古来の伝統漁法で、約70年ぶりにコククジラ1頭を仕留めた。この復活捕鯨に対しては、国際捕鯨委員会から「鯨に苦痛を与えないよう、伝統的な銛でクジラを突いた後は、ライフル銃で即死させるように」と条件がつけられた。この伝統猟の再開に関しては、従来の仕来りに「ライフル銃で撃つ」と言う行為が加わった。シー・シェパードは、「マカー族は、ライフルで“ヤビス”（彼らが、このクジラにつけた名前）を殺した」と抗議し、この際、シー・シェパードらの抗議船が、マカー族の領海を侵犯し、マカー族の手漕ぎのカヌーに対して、モーターボートで危険な威嚇行為を行った。反捕鯨運動家らは、「マカー族の伝統なんて何の意味もないね」とコメントしている。この捕鯨復活の後、マカー族には全米やカナダを始め、各国の先住民族団体から祝賀が寄せられた。その後、米連邦裁判所は、マカー族の条約上の捕鯨権を承認した上で、米国海産哺乳類保護法上での権利放棄を促す裁決を出し、マカー族はこれに従った。国際捕鯨委員会は、ロシア連邦のチュクチ族の捕鯨割り当て分を共有させる処置をとった。
「反捕鯨NGO（非政府組織）」が、盛んに活動する米国内では彼らに対し風圧は厳しく、米連邦裁判所は2004年に、米国内法の特例が適用されない限り、捕鯨は認められないと判断した為、2007年9月、マカー族の捕鯨委員会のメンバーである、ウェイン・ジョンソンとセロン・パーカー、ジョンソンとアンディ・ノエル、ビリー・セコール、フランク・ゴンザレス・ジュニアの6人が、コククジラ1頭を捕獲する強硬手段に出た。ウェイン・ジョンソンとセロン・パーカーは、1999年のマカー族の捕鯨再開時の乗組員だった。シー・シェパードは再び、マカー族の領海の侵犯行為を始め、手漕ぎのカヌーに対して、モーターボートによる危険な威嚇行為を繰り返した。ロサンゼルス連邦地検は、マカー族の漁師5人を「コククジラ1頭を殺した」として起訴した。
1999年に再開されたマカー族のカヌーと、銛を使った伝統漁法に則った捕鯨は、その収穫を祝う伝統の儀式も復活させた。マカー族だけでなく、周辺部族にも鯨の肉が振舞われ、ポトラッチの祝祭も賑やかに開かれた。マカー族にとって約70年ぶりの捕鯨再開は、部族のあらゆる伝統行事や、儀式の復活を祝うものでもある。現在、マカー族の学校では子供たちに対し、カヌー作りの授業を始めている。また、マカー族は、捕鯨復活に向け米国内法の特例適用を申請中。2010年6月下旬に、モロッコで開かれるIWC総会に代表団を派遣する予定。

## エピソード
1834年10月日本の愛知県美浜町小野浦から尾張藩の米や陶器を江戸へ運ぶ為、米や陶器積んだ樋口重右衛門所有の千石船「宝順丸」は航海に出た。しかし、宝順丸は太平洋上で漂流し、船が壊れ、宝順丸はワシントン州オリンピック半島のアラヴァ岬に難破し上陸した。14人の水夫の内、11人が壊血病で死に、音吉、久吉、岩吉の3人の水夫が助かり、フラッタリー岬付近で、遭難した3人はマカ族に助けられたと言うエピソードがある（ただし、善意からではなく、奴隷としてである）。
後に、彼らはマカ族と交易していたイギリスのハドソン湾会社に身柄を売却され、アメリカ大陸からイギリスに渡り、さらに喜望峰経由でインド洋、マカオにまで足を運ぶ壮大な旅の果てに、日本本土に帰ろうとしたが、当時の日本は鎖国中であり、行き違いから日本は音吉たちの乗るモリソン号に砲撃を行なってしまうというモリソン号事件が発生した。結局、音吉たちは帰国を断念することになり、生きているうちに帰国出来なかった。
ワシントン州と姉妹州でマカ族とも交流がある兵庫県から日本ボーイスカウト兵庫連盟が宝順丸のレプリカや宝順丸に積み込まれていた陶磁器などをニアベイのマカ族博物館に寄贈した。